# Geraldo Jesuíno
Geraldo Jesuíno é um jornalista, quadrinista, ilustrador, professor universitário e pesquisador acadêmico brasileiro.

## Biografia
Geraldo Jesuíno começou a trabalhar ainda criança para ajudar a sustentar sua família. Apesar de ter o sonho de estudar Medicina e ter conseguido pontuação suficiente para fazer este curso na Universidade Federal do Ceará, optou por cursar Comunicação Social, que era o único curso cujas todas as matérias eram à noite, já que ele não conseguiria fazer nenhuma aula durante o dia por conta de seu trabalho como operador de máquinas. Com o tempo, passou a se envolver bastante com o curso e acabou por se tornar professor da área.
Jesuíno é considerado o pioneiro no ensino de quadrinhos no Ceará, tendo fundado, em 1985, junto com a jornalista Adísia Sá, a Oficina de Quadrinhos, projeto de extensão da Universidade Federal do Ceará que tinha a finalidade de pesquisar e produzir quadrinhos e de onde surgiram publicações como Pium, Carbono 14 e o especial Iracema em Quadrinhos. O projeto reuniu, além de Jesuíno, diversos jornalistas, pesquisadores e artistas, tais como Fernando Lima, Silas Rodrigues, Valber Feijó, JJ Marreiro, Falcão, Jane Malaquias, entre outros.
Entre outras atividades da Oficina de Quadrinhos, havia cursos para alunos de 12 a 15 anos das escolas públicas e pesquisas variadas, incluindo um então inédito mapeamento dos trabalhos de quadrinhos no Ceará). A oficina suspendeu suas atividades em 1999, voltando a funcionar em 2004. Com Jesuíno já aposentado da universidade, a coordenação ficou a cargo do professor Ricardo Jorge de Lucena Lucas.
Em 1995, Geraldo Jesuíno organizou a obra Moreira Campos em Quadrinhos, que reuniu diversos artistas para fazerem releituras dos contos do escritor Moreira Campos em forma de quadrinhos. O próprio Campos chegou a participar do processo de produção do livro, mas faleceu meses antes de seu lançamento. Além de Jesuíno, os artistas que participaram do livro foram: Fernando Lima, Paulo Henrique Gifoni, Silas Rodrigues, Walber Feijó, Weaver Lima e Paulo César Amoreira.

## Prêmios e homenagens
Em 2017, Geraldo Jesuíno ganhou o Prêmio Al Rio de destaque regional. Em 2019, o artista foi homenageado pelo Festival da Ilustração da Bienal Internacional do Livro do Ceará.